# Консензус
Консензус је једногласно доношење одлука. To je процес којим појединци и групе постижу опште слагање о циљевима од заједничког интереса и средствима да се исти постигну. Консензус се обично постиже фокусом на високо прихватљиве циљеве који наглашавају заједничке вредности, а затим медијацијом око сукобљених питања. У буквалном преводу на наш језик значи сагласност.

## Појам
Консензус је поступак доношења одлука који се не заснива на „владавини већине“ већ на највећој могућој сагласности унутар групе. Уместо да представници или већина доноси одлуке у име групе, сви чланови имају исти глас и моћ. Консензус је достигнут када се сви чланови групе или организације слажу са предлогом најбољим за групу; појединци се не морају слагати са свим ставкама предлога, али обавеза према заједници и потребе чине да консензус ради.

## Предности
Консензус се користи из многих разлога. Он омогућава појединцима да истражују заједничка решења док се не појави оно најбоље за групу. Консензус осигурава да свако има глас при доношењу одлука и тиме спаја све идеје у један план са чијим се извршавањем сви учесници слажу. Пошто се сви учесници слажу са одлуком, људи се много више труде да спроведу у дело оно што су одлучили. Овај поступак повећава преданост људи да своје одлуке и остваре. Консензус је важан, јер дозвољава мањинским групама да се изјасне и да се њихови предлози узму у обзир, притом охрабрујући људе са различитим погледима и мишљењима на сарадњу. Консензус покушава да умањи доминацију и ојача заједницу у процесу доношења одлука.

## Кораци у доношењу
Група прво мора дефинисати спорно питање: шта треба да се одлучи. Потом се расправља о питању. Након што је група довољно претресала питање, неко даје уобличен предлог (било би добро да се неколико предлога сачини и пре састанка). Након што је предлог направљен, постављају се питања да би се предлог разјаснио. Још увек није време да се разговара за или против предлога. Онда се сачини листа свих приговора које људи имају у вези предлога. Ако нема приговора, достигнут је консензус. Људи који су уздржани имају приговоре који нису решени, али неће да спречавају да се дискусија и доношење одлуке настави. Људи који блокирају одлуку имају приговоре који нису разрешени и који не могу да дозволе да се одлука донесе у име целе групе. Блокирати предлог је озбиљна одлука и мора се заснивати на убеђењу да је предлог противан принципима групе. Ако се блокада деси, група мора сама да процени како да настави. Ако нема људи који спречавају одлуку, консензус је донет.
Доношење одлука консензусом се састоји из следећих корака: 
- Ако тачка дневног реда не изазива велику дискусију, консензус се може постићи након почетне дискусије
- Када постоје приговори, вероватно је потребна већа дискусија или разјашњавање. Да би се избегло расправљање о свим приговорима у исто време, прави се листа приговора.
- Приговори се редом разматрају и за сваки приговор се покушава наћи задовољавајуће решење које показује обзир према приговору. Потом се поново покушава постићи консензус.
- Ако консензус и даље није постигнут, онда се забележе сви остали приговори, тражи се разјашњење од особе која их је уложила, и поставља се питање шта је потребно урадити поводом приговора. Ово се ради појединачно за сваки приговор.

## Пет могућности
1. Постоји консензус: предлог се прихвата
2. Не постоји консензус: предлог се одбија
3. Не постоји комплетан консензус, али постоји једногласност, јер приговорачи “стоје по страни” и неће да блокирају предлог
4. Људи не желе да предлог буде прихваћен, консензус се блокира
5. Формира се радна група која покушава да нађе решење

## Критика
Многи који критикују консензус због његове нефункционалности, тврде да до њега може доћи само у релативно хомогеним срединама где међу учесницима већ постоји базични консензус око основних веровања.